# Amblymora gebeensis
Amblymora gebeensis är en skalbaggsart som beskrevs av Stefan von Breuning 1958. Amblymora gebeensis ingår i släktet Amblymora och familjen långhorningar. Inga underarter finns listade i Catalogue of Life.